# 若山治
若山 治（わかやま おさむ、1886年2月25日 - 没年不詳）は、日本の映画監督、脚本家である。本名同じ。雅号を若山 南柯（わかやま なんか）とする。監督作はいっさい現存していないが、溝口健二の映画界入りのきっかけとなり、師となったことで名を残す。

## 来歴
1886年（明治19年）2月25日、栃木県足利郡足利町（現在の同県足利市）に生まれる。
最終学歴は旧制中学校卒業である。卒業後、薬局に勤務したり、弁護士の書生を務めたり、俳諧師の門下に入ったりといった経歴を経て、1919年（大正8年）6月、満33歳のときに日活向島撮影所に入社する。翌1920年（大正9年）には監督に昇進し、同年9月18日に公開された『罪の影』が、記録残るもっとも古い監督作である。若山はのちの巨匠・溝口健二の向島入社のきっかけとなり、溝口の師となり、1923年（大正12年）2月4日に公開された溝口の監督昇進第1作『愛に甦る日』では、若山はオリジナル脚本を提供している。
同年9月1日の関東大震災により、同撮影所は壊滅し、現代劇製作の機能を京都の日活関西撮影所に移したが、このとき若山は、兵庫県武庫郡精道村大字芦屋（現在の同県芦屋市）の帝国キネマ演芸に移籍している。1924年（大正13年）秋には、日活に復帰、日活京都撮影所第二部に所属した。1925年（大正14年）に発行された『日本映画年鑑 大正十三・四年』（アサヒグラフ編輯局）には、編集部の問いに答えて、今後の抱負として「少年少女の出演映画のみ作ってみたい」と語り、「思想善導社会強化の効果のありし映画を作りたる場合には、政府が奨励金でも出すといいと思う」と意見を述べている。
1927年（昭和2年）からは、時代劇の剣戟映画のジャンルに進出したが、満42歳となった1928年（昭和3年）5月25日に公開された『高杉晋作』以降の作品の記録が見当たらない。以降の消息も不明である。没年不詳。

## 人物・エピソード
日活向島の現代劇監督として、新派悲劇や情話物、文芸物などキメの細かなものから、喜劇、活劇、怪奇スリラー、軍国物、時代劇と多彩な作品を作った職人的な人物だった。くったくのないおもしろいところがスタッフの好感をよび、後年その門から溝口健二を出している。
大正期、無声映画の監督はほとんど勘と経験で仕事をした。手のひらに乗せた脚本の重さで、映画の仕上がりが何フィートになるか決めたという。若山は勘で仕事をした最後の映画監督だった。
ある映画で、「用意、ハイッ」と号令をかけ、キャメラを回しておいてから助監督の肩をたたき、「源ちゃんたのむよ」と、撮影所のすぐそばにあった風呂に入ってしまった。向島の撮影所は総ガラス張りのステージだったので、若山監督はジャブジャブ湯にひたりながら時々窓越しにステージをのぞくと、助監督が手まねでもう芝居が終わりそうだとしらせた。そこで若山監督は湯船の中から「はいストップ!」と声をかけた。俳優が「ひどいなあ先生」と言うと、若山は「どうせロクな芝居はできっこないだろう、見てるとNGが出したくなるから見ないんだ」と言った。映画界がおおらかな時代だったころのエピソードである。

## フィルモグラフィ
クレジットは特筆以外すべて「監督」である。公開日の右側には監督を含む監督以外のクレジットがなされた場合の職名、および東京国立近代美術館フィルムセンター（NFC）、マツダ映画社所蔵等の上映用プリントの現存状況についても記す。同センター等に所蔵されていないものは、とくに1940年代以前の作品についてはほぼ現存しないフィルムである。資料によってタイトルの異なるものは併記した。

### 日活向島撮影所
すべて製作は「日活向島撮影所」、配給は「日活」、すべてサイレント映画である。
- 『罪の影』 : 1920年9月18日公開
- 『別れゆく男』 : 1920年10月2日公開
- 『女夫星』 : 1920年10月31日公開
- 『紅の刃』 : 1920年11月12日公開 - 脚本[1]・監督
- 『老僧と芸者』 : 1920年11月24日公開
- 『木遣り小唄』 : 1920年製作・公開
- 『忘れ得ぬ女』 : 1921年1月30日公開
- 『思ひ出の淵』 : 1921年4月21日公開
- 『想夫憐』 : 主演山本嘉一・東猛夫、1921年5月31日公開
- 『花散る夜』 : 1921年6月1日公開
- 『未だ見ぬ親』 : 1921年6月25日公開
- 『雛鶴の曲』 : 主演東猛夫・藤野秀夫、1921年12月20日公開
- 『彫刻師の家』 : 1921年製作・公開
- 『心の影』 : 1921年製作・公開
- 『恋の命』 : 1922年1月24日公開
- 『妻の秘密』 : 主演山本嘉一・藤野秀夫、1922年5月25日公開
- 『女訓導』（『殉職美談 女訓導』[5]） : 主演東猛夫・山本嘉一、1922年7月23日公開 - 脚本・監督
- 『血に泣く人々』 : 1922年8月30日公開
- 『永遠の謎』 : 主演藤川三之助・川上吾郎、1922年10月20日公開 - 脚本・監督
- 『緑の牧場』 : 主演山本嘉一・小栗武雄、1922年11月30日公開
- 『妻の真情』 : 主演山本嘉一・東猛夫、1922年12月15日公開
- 『愛の泉』 : 主演藤野秀夫・衣笠貞之助、1922年12月17日公開
- 『結婚の其夜』 : 主演山本嘉一・藤野秀夫、1922年製作・公開
- 『心と心』 : 1922年製作・公開
- 『恋のいろ染』 : 主演藤野秀夫・東猛夫、1923年1月12日公開
- 『渦潮』 : 監督鈴木謙作、主演山本嘉一・酒井米子、1923年1月13日公開 - 脚本
- 『愛に甦る日』 : 監督溝口健二、主演山本嘉一・森きよし、1923年2月4日公開 - 原作・脚本
- 『若草の歌』 : 主演山本嘉一・鈴木歌子、1923年2月15日公開 - 脚本・監督
- 『涙の家』 : 主演山本嘉一・藤野秀夫、1923年2月18日公開
- 『悔恨の彼方へ』 : 主演中山歌子・瀬川つる子、1923年2月28日公開
- 『白痴の娘』 : 主演山本嘉一・澤村春子、1923年3月10日公開 - 脚本・監督
- 『孝女しづえ』 : 主演藤井源一・中村米子、1923年3月25日公開 - 脚本・監督
- 『慈善小屋』 : 主演山本嘉一・鈴木歌子、1923年4月18日公開 - 脚本・監督
- 『能狂言の夜』 : 主演南光明・酒井米子、1923年5月13日公開 - 原作・脚本・監督
- 『欺かれた女』 : 主演水島亮太郎・江口千代子、1923年6月8日公開 - 脚本・監督
- 『兄弟』 : 主演北村純一・山本嘉一、1923年6月8日公開 - 脚本・監督
- 『火焔を浴びて』 : 主演小泉嘉輔・小池春枝、1923年6月14日公開 - 脚本・監督
- 『肉の栄光』 : 主演山本嘉一・鈴木歌子、1923年6月29日公開 - 脚本・監督
- 『血の洗礼』 : 主演山田隆弥・岡田嘉子、1923年7月13日公開
- 『男性の意気』 : 主演北村純一・酒井米子、1923年8月10日公開
- 『哀愁の曲』 : 主演酒井米子・葛木香一、1923年8月11日公開 - 脚本・監督
- 『恋と戦ふ女』 : 1923年製作・公開

### 帝国キネマ芦屋撮影所
特筆以外すべて製作は「帝国キネマ芦屋撮影所」、配給は「帝国キネマ演芸」、すべてサイレント映画である。
- 『呪の船』 : 1923年12月21日公開
- 『血染の連隊旗』 : 1923年製作・公開 - 脚本・監督
- 『流浪の旅』 : 1924年1月5日公開
- 『心中地獄谷』 : 1924年1月17日公開
- 『足跡』 : 1924年1月23日公開
- 『恋し得ぬ恋』 : 1924年1月24日公開 - 脚本・監督
- 『仇敵の家』 : 1924年2月7日公開
- 『金は天下の廻り持ち』 : 1924年2月15日公開
- 『死線を越えて』 : 1924年2月22日公開
- 『千鳥ケ淵』 : 1924年3月6日公開 - 脚本・監督
- 『汗と力』 : 1924年3月15日公開
- 『肉弾』 : 1924年4月2日公開
- 『彼女の運命』 : 1924年5月1日公開
- 『緑死病』 : 製作帝国キネマ小坂撮影所、1924年6月5日公開
- 『広瀬中佐』 : 1924年6月12日公開 - 脚本・監督
- 『恋のマラソン』 : 1924年6月26日公開
- 『田植中隊』 : 1924年6月26日公開
- 『恋慕地獄』 : 1924年6月26日公開
- 『宝石とパン』 : 製作日活京都撮影所第二部、配給日活、1924年8月22日公開 - 楠山律監督作との説あり[5]
- 『髭』 : 1924年9月20日公開
- 『山の悪魔』 : 1924年10月4日公開
- 『お化け騒動』 : 1924年10月11日公開
- 『民族の血』 : 1924年11月29日公開
- 『海の哄笑』 : 1924年製作・公開
- 『男子怒らば』 : 1924年製作・公開 - 脚本・監督
- 『恋は悲し三ツの魂』 : 1924年製作・公開

### 日活京都撮影所第二部
すべて製作は「日活京都撮影所第二部」、配給は「日活」、すべてサイレント映画である。
- 『おしどり双紙』 : 1924年製作・公開
- 『箕面心中』[3][5]（『恋の笑蝶』[3]、東京公開題『祇園心中 恋の笑蝶』[5]） : 監督三枝源次郎、1924年12月24日公開 - 脚本
- 『白鸚鵡夫人』 : 監督三枝源次郎、1925年1月5日公開 - 脚本（楠山律と共同）
- 『君国の為に』 : 1925年1月14日公開 - 脚本・監督
- 『噫特務艦関東』 : 共同監督鈴木謙作・溝口健二、1925年1月22日公開
- 『怒濤』[3][5]（『海の者』[5]） : 監督鈴木謙作、1925年1月23日公開 - 脚本
- 『大地は微笑む 第二篇』 : 1925年4月17日公開
- 『波荒き日』 : 1925年5月1日公開
- 『地獄の唄 前篇』 : 1925年6月14日公開 - 脚本・監督
- 『地獄の唄 後篇』 : 1925年6月19日公開 - 脚本・監督
- 『お雪とお京』 : 1925年9月1日公開 - 脚本・監督

### 日活大将軍撮影所
すべて製作は「日活大将軍撮影所」、配給は「日活」、すべてサイレント映画である。
- 『栄光の丘へ』 : 1925年10月24日公開
- 『小品映画集 馬』 : 1925年11月21日公開 - 脚本・監督
- 『秩父の山美し』 : 1925年12月14日公開
- 『興廃此一戦』[3]（『皇国の興廃此一戦』[5]） : 1925年12月31日公開 - 脚本・監督
- 『最後の一撃』 : 1926年2月28日公開 - 原作・監督
- 『国境を護る人々』 : 1926年3月11日公開
- 『天眼通力』 : 1926年5月7日公開 - 原作・脚本・監督
- 『塩原多助』 : 1926年7月30日公開
- 『刃下の白痴』 : 1926年9月23日公開 - 原作・脚本・監督
- 『恋は悲し』 : 1926年9月26日公開
- 『大陸の彼方』[3]（『大陸の彼方へ』[5]） : 1926年12月10日公開
- 『此の子此の親』 : 1926年製作・公開
- 『生さぬ仲』 : 1926年製作・公開

- 『鬼傑の叫び』 : 1927年2月15日公開
- 『或る女の一生』 : 1927年3月1日公開 - 脚本・監督
- 『奔馬』 : 1927年4月8日公開
- 『断魔閃刃』 : 1927年5月29日公開
- 『討れぬ仇』[3]（『討たれぬ仇』[5]） : 1927年7月31日公開

### 日活太秦撮影所
すべて製作は「日活太秦撮影所」、配給は「日活」、すべてサイレント映画である。
- 『剣豪悲節』 : 1927年9月24日公開
- 『大願成就』 : 1927年11月3日公開
- 『狂笑』 : 1928年2月1日公開
- 『無宿の大名』 : 1928年3月1日公開
- 『仇討往来』 : 1928年4月8日公開
- 『高杉晋作』 : 1928年5月25日公開